# Parc lineal de la Gran Via
El parc lineal de la Gran Via es troba al districte de Sant Martí de Barcelona, en un tram de la Gran Via de les Corts Catalanes comprès entre la plaça de les Glòries Catalanes i Sant Adrià de Besòs. Té una superfície de 25 ha i una longitud de 2,5 km, amb un amplada mitjana de 100 m.

## Història i descripció
Va ser dissenyat per Andreu Arriola i Carme Fiol el 2002, i les obres d'execució es van perllongar fins al 2007.
En aquest tram, la Gran Via es converteix en la carretera C-31, per la qual cosa té nombrós tràfic, i la contaminació acústica és un dels seus principals inconvenients. Altres problemes de la zona abans de la intervenció, la solució de la qual reclamaven els veïns, eren la connectivitat entre tots dos costats de la via i la dificultat d'enllaçar amb transports públics. El nou projecte va donar prioritat als vianants i als factors mediambientals.
La primera actuació va ser guanyar terreny augmentant les calçades laterals 3,5 m en volada sobre la carretera, amb el que la visió de la calçada central va quedar reduïda de 57 m a 22 m. Sobre el marge d'aquestes volades es van instal·lar una sèrie de pantalles acústiques per protegir els veïns del soroll del tràfic, dissenyades per Enric Miralles, Benedetta Tagliabue i Joan Callís. Realitzades en formigó, de 4 m d'altura, tenen petites obertures amb vidres de diferents colors, la qual cosa crea un agradable efecte visual que embelleix un element de simple tancament.
D'altra banda, s'hi van construir noves passarel·les, dissenyades per Albert Viaplana, que van reduir l'espai entre ponts de 400 m a 130 m. El nou espai guanyat va permetre instal·lar un carril de tramvia (Trambesòs), amb un total de quatre estacions en el trajecte corresponent a la Gran Via. Es van instal·lar també aparcaments subterranis.
Quant a les calçades laterals van ser dissenyades com un parc lineal que combina zones verdes i espais urbans amb noves places i àrees d'esbarjo, en un entramat de formes sinuoses i trams de lleuger pendent. Es van instal·lar diverses zones infantils i altres serveis, i un mobiliari urbà del que destaquen uns bancs de diferent disseny: caragol, oreneta, estel, espiral o bumerang. Un altre element destacat és un canal d'aigua elevat que connecta quatre estanys, generant uns salts d'aigua en cadascun.

## Galeria

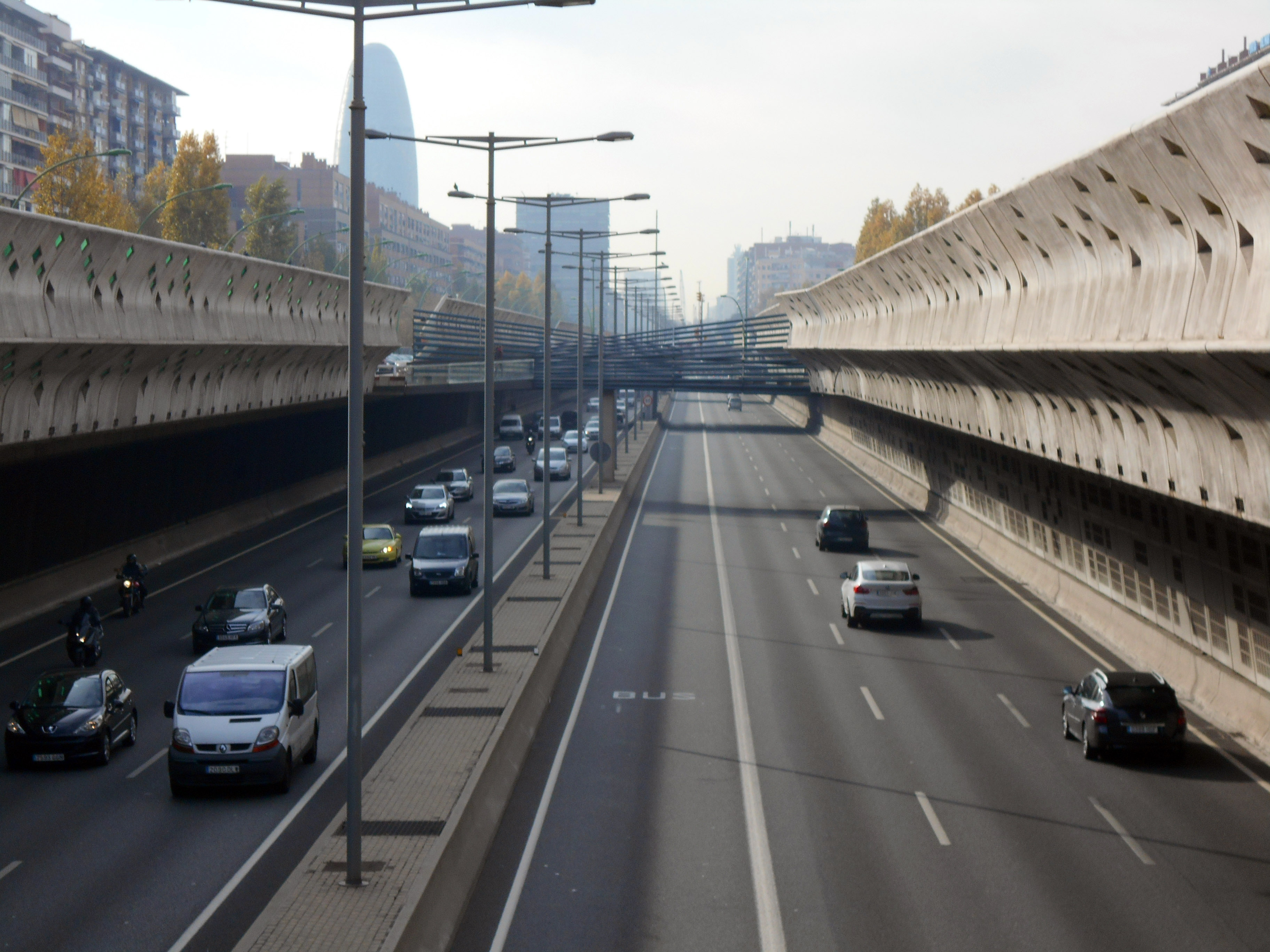
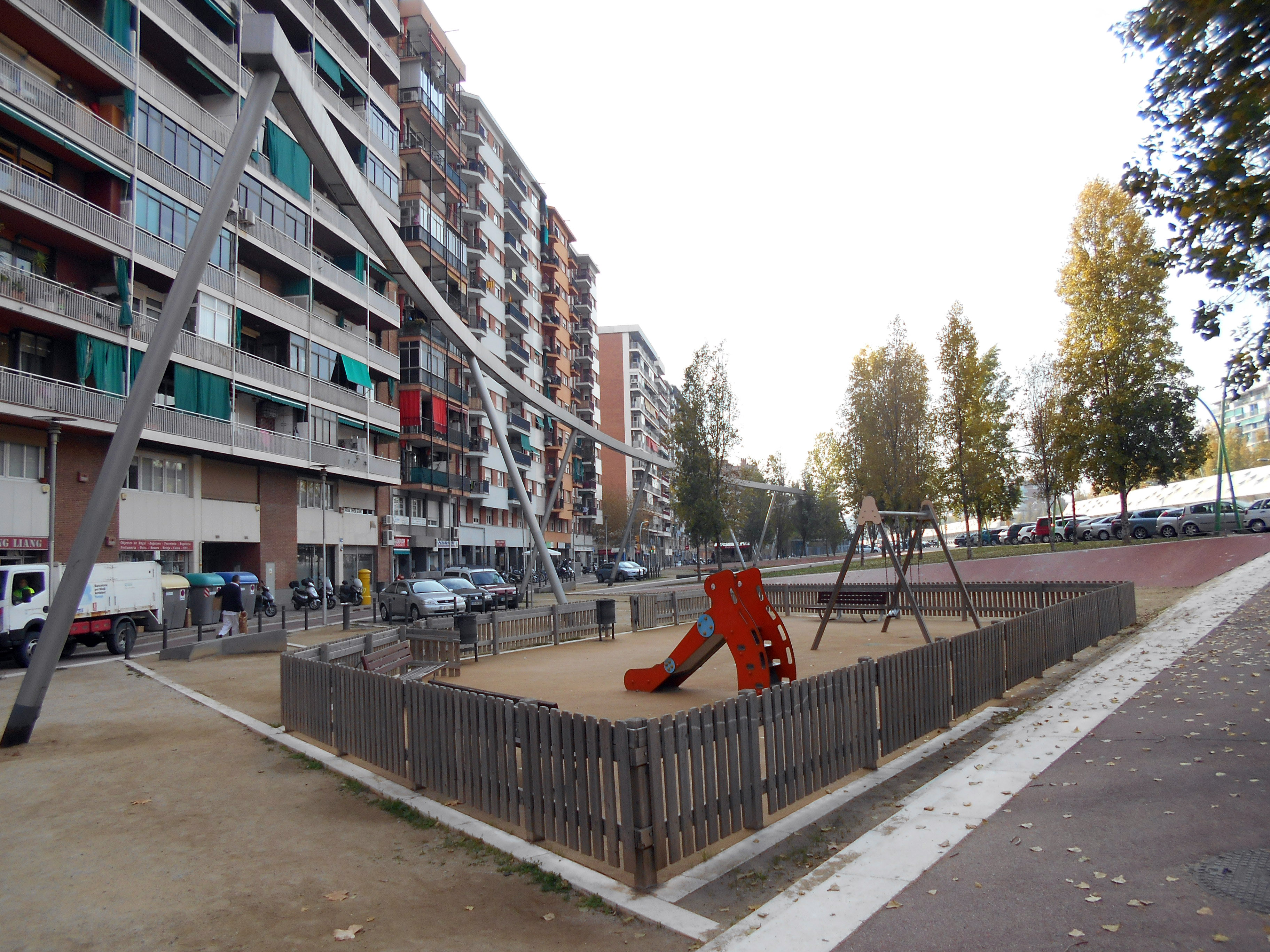
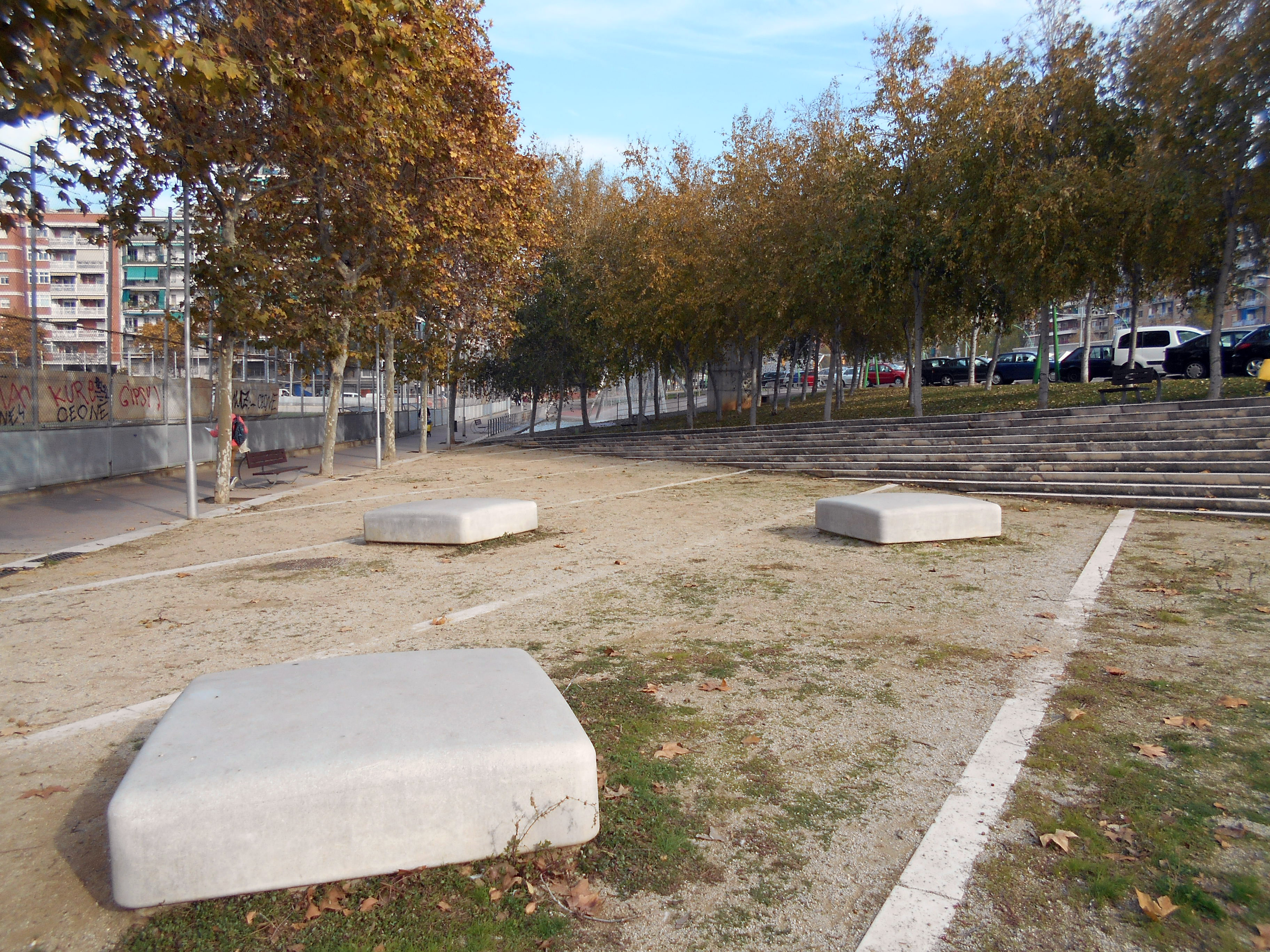
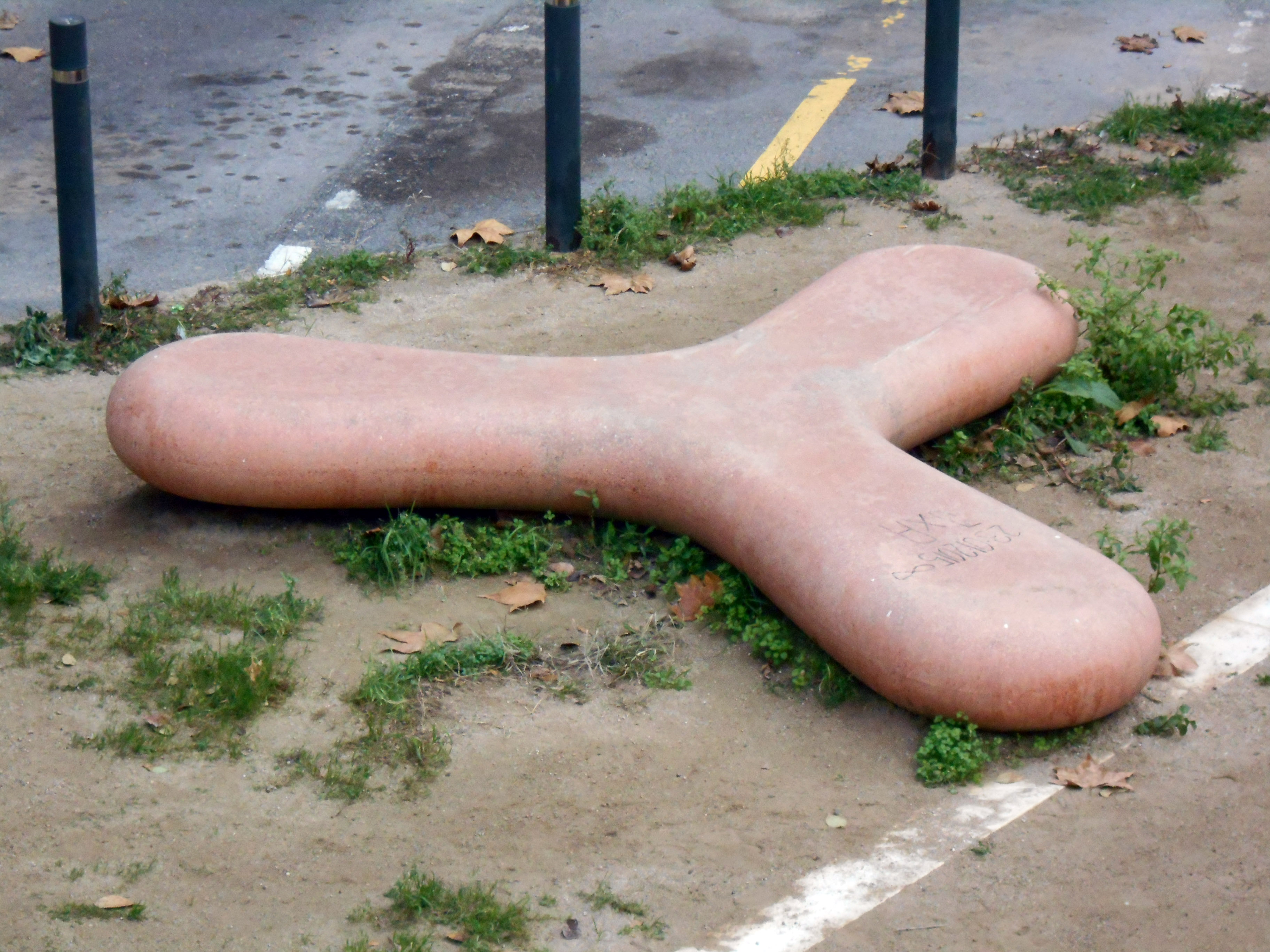
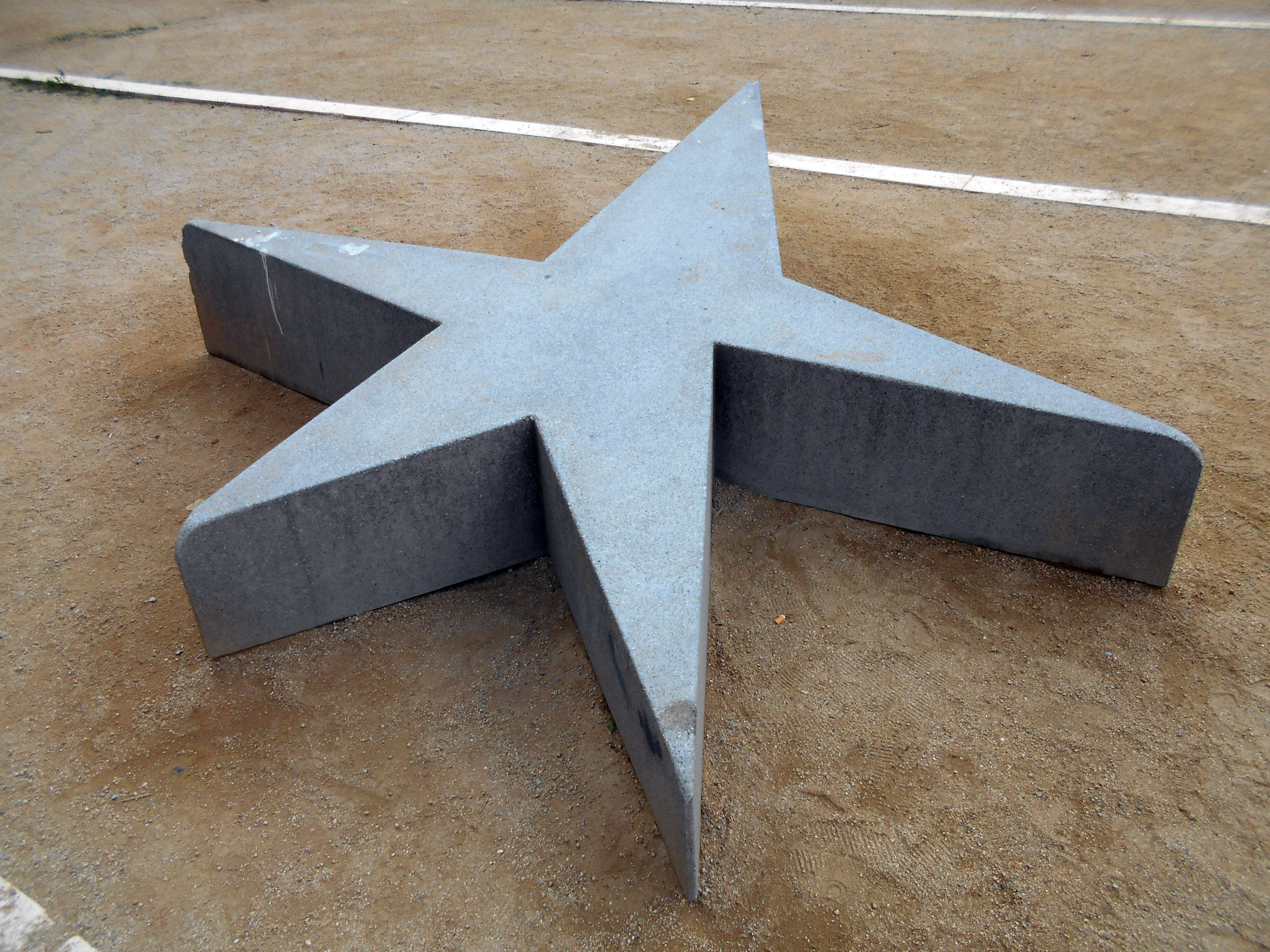
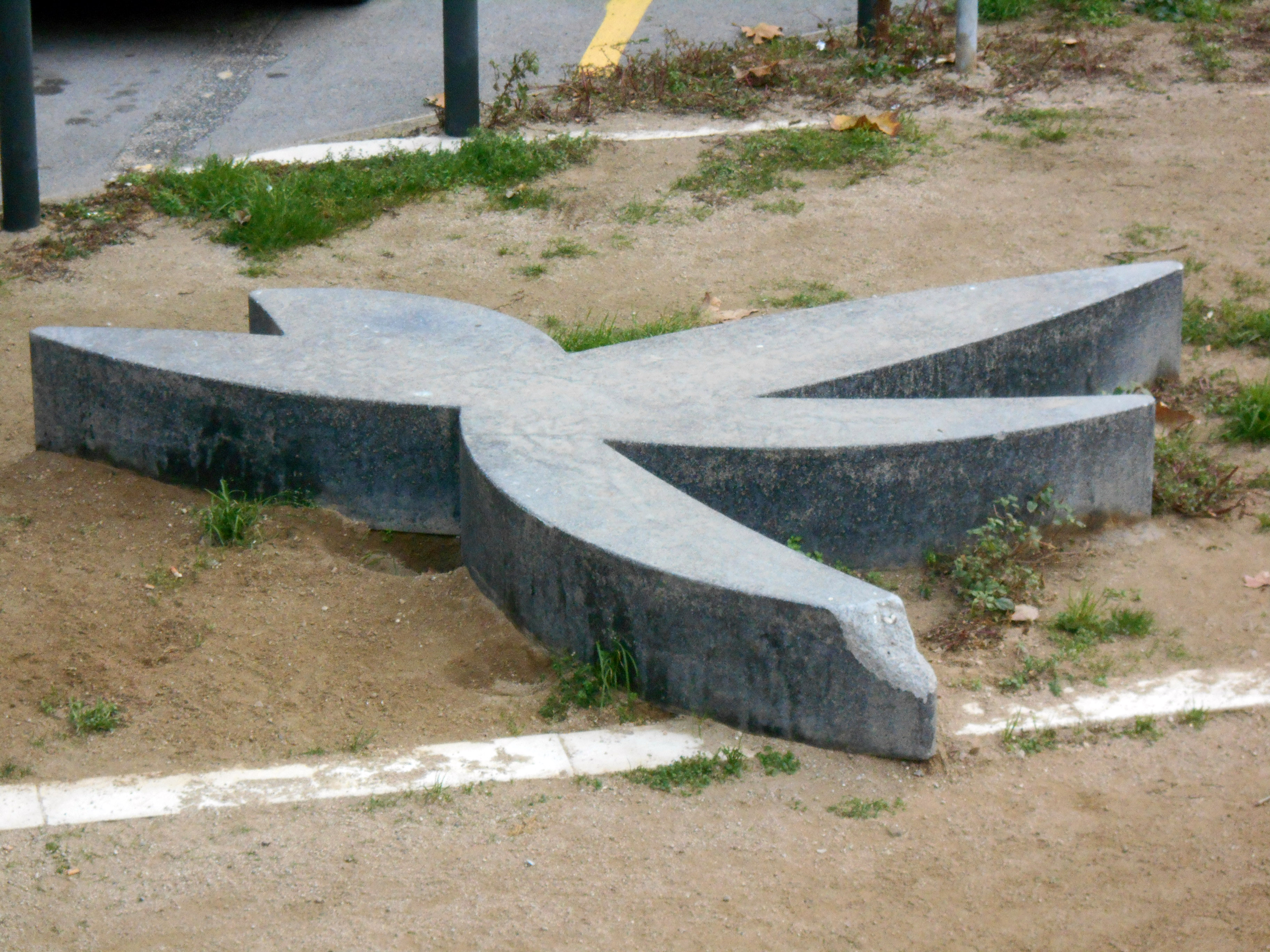